# Abilene, Kansas
Abilene este sediul comitatului Dickinson (conform originalului din engleză, Dickinson County), unul din cele 105 de comitate ale statului american Kansas. Populația fusese de 6.844 de locuitori la recensământul din 2010.